# Jatxou
Jatxou település Franciaországban, Pyrénées-Atlantiques megyében. Lakosainak száma 1258 fő (2022. január 1.). Jatxou Halsou, Hasparren, Larressore, Mouguerre, Ustaritz és Villefranque községekkel határos.

## Népesség
A település népességének változása:
| Lakosok száma | 1116 | 1133 | 1177 | 1154 | 1161 | 1168 | 1176 | 1247 | 1258 |
|               | 2013 | 2015 | 2016 | 2017 | 2018 | 2019 | 2020 | 2021 | 2022 |